# William Prout

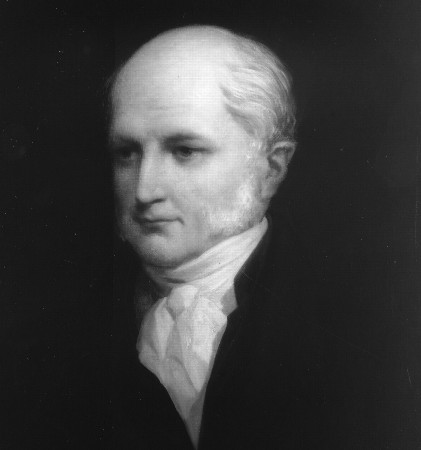
William Prout, gemalt von Henry Wyndham Phillips (1820–1868)

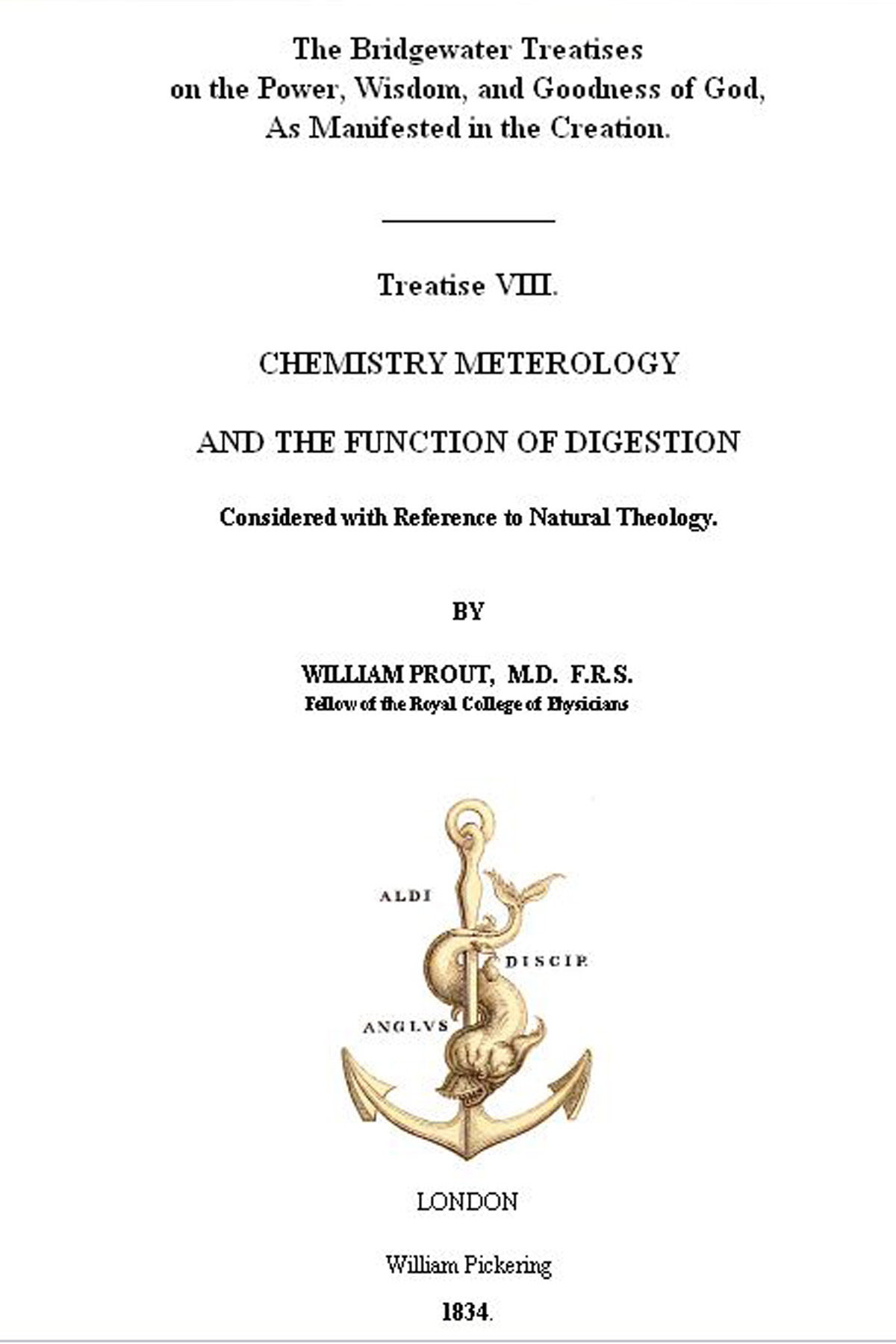
Titelseite von Prouts Bridgewater Treatise

William Prout (* 15. Januar 1785 in Horton (Gloucestershire); † 9. April 1850 in London) war ein englischer Arzt und Physikochemiker. Er leistete einen wichtigen Beitrag zur Atomtheorie und entdeckte 1823 die Magensäure.

## Leben und Wirken
Prout war ein Sohn von John Prout (1745–1820) und dessen Frau Hannah Limbrick (* 1756).
Er verbrachte nach seinem Medizinstudium in Edinburgh sein Leben als praktizierender Arzt in London, beschäftigte sich aber viel mit chemischer Forschung. Er arbeitete an biochemischen Themen und führte viele Analysen von Sekreten lebender Organismen durch. Er glaubte, dass die Sekrete durch den Zerfall von Körpergewebe entstünden. 1823 entdeckte er, dass der Magensaft Salzsäure enthält, die durch Destillation isoliert werden kann. Er schlug 1827 vor, die Substanzen in Nahrungsmitteln in Kohlenhydrate, Fette und Proteine einzuteilen.
Prout ist vor allem wegen seiner Forschungen in physikalischer Chemie in Erinnerung geblieben. Im Jahr 1815 stellte er in On the relation between the specific gravities of bodies in their gaseous state and the weights of their atoms – ausgehend von den damals bekannten etwa 20 Atommassen – die Hypothese auf, dass die Atommasse eines jeden Elements ein ganzzahliges Vielfaches der Atommasse des Wasserstoffs sei (Proutsche Hypothese). Das Wasserstoff-Atom sei das einzig fundamentale Teilchen und die Atome der anderen Elemente seien aus verschiedenen Gruppierungen von Wasserstoff-Atomen zusammengesetzt. Die angenommene Ganzzahligkeit stand zwar schon seit 1803 mit den von John Dalton veröffentlichten Atommassen in Widerspruch und wurde auch von späteren genaueren Messungen der Atommassen widerlegt. Prouts Ansatz versprach jedoch einen so grundlegenden Einblick in die Struktur des Atoms, dass Ernest Rutherford 1920 dem ersten entdeckten Baustein der Atomkerne den Namen Proton (griech. proton „das Erste“) auch deshalb gab, um damit zugleich William Prout zu ehren.
Prout trug zur Verbesserung des Barometers bei. Die Royal Society in London übernahm seine Bauweise als Standard.

## Ehrungen
Am 11. März 1819 wurde Prout als Mitglied („Fellow“) in die Royal Society gewählt, die ihm 1827 Jahr die Copley-Medaille verlieh.

## Schriften (Auswahl)
Bücher
- An inquiry into the nature and treatment of gravel, calculus and other affections of the urinary organs. Baldwin, Cradock, and Joy, London 1821 (Digitalisat).
  - 2. Auflage, Baldwin, Cradock, and Joy, London 1825 (Digitalisat).
  - 3. Auflage: On the nature and treatment of stomach and urinary diseases: being an enquiry into the connexion of diabetes, calculus, and other affections of the kidney. John Churchill, London 1840 (Digitalisat).
  - 4. Auflage, John Churchill, London 1843 (Digitalisat).
  - 5. Auflage, John Churchill, London 1848 (Digitalisat).
- Chemistry, meteorology and the function of digestion considered with reference to natural theology. William Pickering, London 1835 (Digitalisat)  – Bridgewater Treatise Nr. 8.
  - Chemie, Meteorologie und verwandte Gegenstände, als Zeugnisse für die Herrlichkeit des Schöpfers (= Die Natur, ihre Wunder und Geheimnisse, oder die Bridgewater-Bücher Band 2). Paul Neff, Stuttgart 1836 (Digitalisat) – übersetzt von Gustav Plieninger (1808–1886).

Zeitschriftenbeiträge
- [On injecting the blood-vessels]. In: The Medical and physical journal. Band 30, Nr. 174, 1813, S. 89–96 (Digitalisat).
- Observations on the quantity of carbonic acid gas emitted from the lungs during respiration, at different times. and under different circumstances.  In: Annals of philosophy, or, Magazine of chemistry, mineralogy, mechanics, natural history, agriculture, and the arts. Band 2, 1813, S. 328–343 (Digitalisat).
- Some farther observations on the quantity of carbonic acid gas emitted from the lungs in respiration,  at different times. and under different circumstances.  In: Annals of philosophy, or, Magazine of chemistry, mineralogy, mechanics, natural history, agriculture, and the arts. Band 4, 1815, S. 331–337 (Digitalisat),
- Analysis of the excrements of the Boa constrictor. In: Annals of philosophy, or, Magazine of chemistry, mineralogy, mechanics, natural history, agriculture, and the arts. Band 5, 1815, S. 413–417 (Digitalisat).
- On the colouring matter, or ink, ejected by the cuttle fish. In: Annals of philosophy, or, Magazine of chemistry, mineralogy, mechanics, natural history, agriculture, and the arts. Band 5, 1815, S. 417–420 (Digitalisat).
- Some observations on the analysis of organic substances.  In: Annals of philosophy, or, Magazine of chemistry, mineralogy, mechanics, natural history, agriculture, and the arts. Band 6, 1815, S. 269–273 (Digitalisat).
- On the relation between the specific gravities of bodies in their gaseous state and the weights of their atoms. In: Annals of philosophy, or, Magazine of chemistry, mineralogy, mechanics, natural history, agriculture, and the arts. Band 6, 1815, S. 321–330 (Digitalisat) – anonym.
- Correction of a mistake in the essay on the relation between the specific gravities of bodies in their gaseous state and the weights of their atoms. In: Annals of philosophy, or, Magazine of chemistry, mineralogy, mechanics, natural history, agriculture, and the arts. Band 7, 1816, S. 111–113 (Digitalisat).
- Description of an acid principle prepared from the lithic or uric acid. In: Philosophical Transactions. Band 108, 1818, S. 420–428 (doi:10.1098/rstl.1818.0024, JSTOR:107479).
- Observations on the nature of some of the proximate principles of the urine; with a few remarks upon the means of preventing those fiseases, connected with a morbid state of that fluid. In: Annals of philosophy, or, Magazine of chemistry, mineralogy, mechanics, natural history, agriculture, and the arts. Band 11, 1818, S. 352–356 (Digitalisat).
- On the phenomena of sanguification and on the blood in general. In: Annals of philosophy, or, Magazine of chemistry, mineralogy, mechanics, natural history, agriculture, and the arts. Band 13, 1819, S. 12–25 (Digitalisat).
- Some observations on the action of nitric acid on lithic or uric acid. In: Annals of philosophy, or, Magazine of chemistry, mineralogy, mechanics, natural history, agriculture, and the arts. Band 14, 1819, S. 363–365 (Digitalisat).
- Spontaneous ptyalism accompanied by a diminished secretion of urine. In: Annals of philosophy, or, Magazine of chemistry, mineralogy, mechanics, natural history, agriculture, and the arts. Band 14, 1819, S. 474–475 (Digitalisat).
- Description of an apparatus for the analysis of organized substances. In: Annals of philosophy, or, Magazine of chemistry, mineralogy, mechanics, natural history, agriculture, and the arts. Band 15, 1820, S. 190–192 (Digitalisat).
- Description of an urinary calculus, composed of the lithate or urate of ammonia. In: Annals of philosophy, or, Magazine of chemistry, mineralogy, mechanics, natural history, agriculture, and the arts. Band 15, 1820, S. 436–438 (Digitalisat).
- Pure potash. In: Annals of philosophy, or, Magazine of chemistry, mineralogy, mechanics, natural history, agriculture, and the arts. Band 16, 1820, S. 150 (Digitalisat).
- Urine of the horse. In: Annals of philosophy, or, Magazine of chemistry, mineralogy, mechanics, natural history, agriculture, and the arts. Band 16, 1820, S. 150–151 (Digitalisat).
- Some experiments on the changes which take place in the fixed principles of the egg during incubation. In: Philosophical Transactions. Band 112, 1822, S. 420–428 (doi:10.1098/rstl.1822.0029, JSTOR:107693).
- On the ultimate analysis of animal and vegetable substances. In: The Annals of philosophy. Neue Folge, Band 4, 1822, S. 424–425 (Digitalisat).
- On the nature of the acid and saline matters usually existing in the stomachs of animals. In: Philosophical Transactions. Band 114, 1824, S. 45–49 (doi:10.1098/rstl.1824.0006, JSTOR:107705).
- Description of an instrument for ascertaining the specific gravity of the urine in diabetes and other diseases. In: The Annals of philosophy. Neue Folge, Band 9, 1825, S. 334–335 (Digitalisat).
- On the ultimate composition of simple alimentary substances; with some preliminary remarks on the analysis of organized bodies in general. In: Philosophical Transactions. Band 117, 1827, S. 355–388 (doi:10.1098/rstl.1827.0027, JSTOR:107883).
- Observations on the application of chemistry to physiology, pathology, and practice. In: The London Medical Gazette. Band 8, 11. Juni 1831, S. 321–327 (Digitalisat) – Goulston-Vorlesung.
- Letter respecting the analysis of the fossil faeces of Ichthyosaurus and other animals. In: Transactions of the Geological Society of London. 2. Folge, Band 3, 1835, S. 237–240 (Digitalisat, Digitalisat) – Brief an William Buckland.